# Op 12
OP 12 fue un canal de televisión de Bélgica para la región flamenca. Además de ofrecer una programación para los jóvenes, se encargaba de programas alternativos y relacionados con algunas cadenas de radio de VRT (Radio 1, Studio Brussel y MNM). Y también transmitía algunos programas deportivos traídos bajo la marca Sporza igual que Één y Canvas (En este caso bajo el nombre Sporza op 12). Compartía frecuencia con el canal infantil Ketnet después de haber salido de Canvas después de 15 años. En 2013 empieza a transmitir programas en inglés para la comunidad extranjera en Flandes. El canal se llamaba así (OP 12, en 12 en holandés) porque transmitía en el dial 12.
- Datos: Q2463016